# Destruction
Destruction — трэш-метал-группа из Германии, основанная в 1982 году. Изначально группа называлась «Knight of Demon», но была переименована ещё до выхода первого альбома. Destruction — одна из четырёх наиболее влиятельных групп немецкого трэш-метала, наряду с Kreator, Sodom и Tankard. Эти четыре группы составляют так называемую «большую тевтонскую четверку трэш-метала». Многие фанаты считают группу не только крёстными отцами трэш-метала, но и блэк-метала в том числе.

## История группы
Группа была создана в 1982 году под названием Knight of Demon в городе Лёррах. Изначальный состав включал басиста и вокалиста Марселя Ширмера (также известного под псевдонимом Шмир), барабанщика Томми Зандманна и гитариста Майка Зифрингера. Вскоре после своего образования группа сменила название на Destruction и сделала две демозаписи. В том же составе были записаны первые два альбома и проведено турне по Германии на разогреве у Slayer. В 1987 году был выпущен Release from Agony. В этом же альбоме сыграли новые участники группы — второй гитарист Гарри Вилкенс и ударник Оливер «Олли» Кайзер, которые пришли годом раньше. Следующим релизом группы стал концертный альбом Live Without Sense.
В 1989 году из-за, в большей степени музыкальных, нежели иных разногласий с другими участниками группы состав покидает Марсель Ширмер. Проблемы между участниками начались ещё в период сочинения музыки и Ширмер, ввиду несоответствия нового материала его музыкальным предпочтениям, был изгнан из состава. Ширмер основал свою группу Headhunter, в которую, помимо прочих, вошёл Йорг Михаэль. Уже без него был записан новый альбом Cracked Brain (1990), после которого группа потеряла поддержку лейбла Modern Music. В качестве вокалиста на релизе сессионно выступил вокалист группы Poltergeist André Grieder, также сессионно был привлечён и басист Christian Engler. В 1998 году группа самостоятельно выпустила альбом The Least Successful Human Cannonball, не вошедший в официальную дискографию, на котором вокальные партии исполнил Thomas Rosenmerkel. На этом альбоме группа сменила направление от трэш-метала в сторону грув/фанк метала. В 1999 году в группу вернулся Марсель Ширмер и был подписан контракт с Nuclear Blast, на котором было выпущено три последующих альбома. Воссоединение группы в почти классическом составе долгое время не поддерживалось ни Майком Зифрингером, ни самим Шмиром, но однажды они всё-таки, при главенстве в этом вопросе желания поклонников, решили играть вместе. Альбомы Inventor of Evil (2005), Thrash Anthems (2007) и D.E.V.O.L.U.T.I.O.N. (2008) вышли на лейбле AFM Records. Новый альбом Destruction решили назвать Day Of Reckoning. Он вышел в январе 2011 года на лейбле Nuclear Blast Records. В 2012 году Destruction записали свой юбилейный альбом Spiritual Genocide” в честь 30-летия коллектива, который вышел в ноябре на Nuclear Blast Records. Микшированием занимался Andy Classen, а в качестве гостей на диске приняли участие Thomas «Angelripper» Such (Sodom), Andreas «Gerre» Geremia (Tankard) и Ol Drake (Evile). Кроме того, ради одной песни Destruction собрались в составе, известном по альбому Release From Agony — с гитаристом Harry Wilkens’ом и барабанщиком Oliver’ом «Olly» Kaiser’ом. Их следующий альбом, Under Attack, был выпущен 13 мая 2016 года.
Благодаря эксклюзивной кампании PledgeMusic группа записала продолжение Thrash Anthems под названием Thrash Anthems II. Как и его предшественник, этот альбом представляет собой сборник перезаписанных классических песен группы. Группа выпустила альбом доступным для бесплатной загрузки через PledgeMusic для сопровождения всех покупок физических копий альбома 18 июля 2017 года. Эксклюзивные CD/винилы были отправлены в августе 2017 года, и будучи были распроданными, Nuclear Blast выпустит более широко доступная версии в конце года.
23 января 2018 года было объявлено, что Ваавер покинул Destruction по семейным обстоятельствам. Он взял отпуск в 2015 году, чтобы быть со своей семьей после рождения своего второго ребенка. Барабанщик Рэнди Блэк временно заменил его, пока группа не найдет «достойного преемника». Позднее он был объявлен новым барабанщиком группы.
28 февраля 2019 года группа объявила, что в качестве второго гитариста к ним присоединяется швейцарец Дамир Эскич (Damir Eskic), который уже записал до этого для группы три соло на альбоме Under Attack. Новый альбом получил название Born to Perish и был выпущен 9 августа 2019 года.
16 июля 2021 года Destruction выступили на фестивале Area 53 в Леобене без гитариста Майка Зифрингера. Шмир объяснил в своем сообщении на Facebook, что Зифрингер не ответил на его электронные письма и поставил под сомнение свой статус, и что возникла проблема, которая привела к решению продолжить работу без него и опубликует заявление, запланированное на 19 августа. 19 августа Destruction подтвердили, что группа рассталась с Зифрингером и заменила его Мартином Фуриа. В этот же день группа выпустила сингл «State of Apathy», на котором представлен Фуриа в качестве гитариста. 16 декабря группа выпустила заглавный трек с шестнадцатого студийного альбома Diabolical, выход которого состоялся 8 апреля 2022 года.
31 июля 2023 года было объявлено, что Destruction (вместе с Kreator, Sodom и Tankard) включены в программу фестиваля Klash of the Ruhrpott, который должен состояться 20 июля 2024 года в амфитеатре Гельзенкирхена в Германии. Это первый раз, когда все группы «Большой тевтонской четверки» выступят вместе.

## Состав

### Текущий состав
- Марсель «Schmier» Ширмер — вокал, бас-гитара (1982—1989, 1999—наши дни)
- Рэнди Блэк — ударные (2018—наши дни)
- Дамир Эскич — гитара (2019—наши дни)
- Мартин Фуриа — гитара (2021—наши дни)

### Бывшие участники
- Томми Зандманн — ударные (1982—1987)
- Кристиан Дудек — ударные (1987; концерт; умер в 2008)
- Гарри Вилкенс — гитара (1987—1990)
- Андрэ Гриедер — вокал (1990)
- Оливер «Olly» Кайзер — ударные (1987—1999)
- Томас Розенмеркель — вокал (1993—1999)
- Майкл «Ano» Пиранио — гитара (1993—1999)
- Кристиан Энглер — бас-гитара (1993—1999)
- Свен Форманн — ударные (1999—2002)
- Марк Рейгн — ударные, бэк-вокал (2002—2010)
- Вавжинец "Vaaver" Драмович — ударные, бэк-вокал (2010—2018)
- Майк Зифрингер — гитара (1982—2021)

## Дискография

### Студийные альбомы
- Infernal Overkill (1985)
- Eternal Devastation (1986)
- Release from Agony (1987)
- Cracked Brain (1990)
- The Least Successful Human Cannonball (1998)
- All Hell Breaks Loose (2000)
- The Antichrist (2001)
- Metal Discharge (2003)
- Inventor of Evil (2005)
- D.E.V.O.L.U.T.I.O.N. (2008)
- Day of Reckoning (2011)
- Spiritual Genocide (2012)
- Under Attack (2016)
- Born to Perish (2019)
- Diabolical (2022)
- Birth of Malice (2025)[17]

### EP
- Sentence of Death (1984)
- Mad Butcher (1987)
- Destruction EP (1994)
- Them Not Me EP (1995)

### Сборники
- Thrash Anthems (2007)
- Thrash Anthems II (2017)

### Концертные альбомы
- Live without Sense (1988/1989)
- Alive Devastation (2002)

### DVD
- Live Discharge (2004)

### Демо
- Speed Kills (1983)
- Bestial Invasion Of Hell (1984)
- The Butcher Strikes Back (1999)
- Metal Discharge (2003)